# Африканський Кубок Націй з пляжного футболу
Африканський кубок націй з пляжного футболу (до 2016 року - Чемпіонат CAF з пляжного футболу) - головний турнір з пляжного футболу в Африці. Створений 2006 року на вимогу ФІФА створити кваліфікаційний турнір на Чемпіонат світу. Через це, як і Чемпіонат Світу, проводиться раз на два роки. З 2016 року проводиться по парних роках, тоді як до цього грався по не парних.
Африка має два місця у фінальному турнірі, тому дві команди виходять з цього турніру.

## Результати турніру
| Рік         | Місце                         | Фінал      | Фінал                 | Фінал       | Матч за третє місце | Матч за третє місце   | Матч за третє місце |
| Рік         | Місце                         | Чемпіон    | Рахунок               | Друге місце | Третє місце         | Рахунок               | Четверте місце      |
| ----------- | ----------------------------- | ---------- | --------------------- | ----------- | ------------------- | --------------------- | ------------------- |
| 2006 деталі | Дурбан, ПАР                   | Камерун    | 5 – 3                 | Нігерія     | Єгипет              | 8 – 3                 | Кот-д'Івуар         |
| 2007 деталі | Дурбан, ПАР                   | Нігерія    | 6 – 5                 | Сенегал     | Кот-д'Івуар         | 2 – 0                 | ПАР                 |
| 2008 деталі | Дурбан, ПАР                   | Сенегал    | 12 – 6                | Камерун     | Кот-д'Івуар         | 6 – 3                 | Єгипет              |
| 2009 деталі | Дурбан, ПАР                   | Нігерія    | 7 – 4                 | Кот-д'Івуар | Сенегал             | 6 – 4                 | Єгипет              |
| 2011 деталі | Касабланка, Марокко           | Сенегал    | 7 – 4                 | Нігерія     | Єгипет              | 4 – 4 дч (1 – 0) пен. | Мадагаскар          |
| 2013 деталі | Ель-Джадіда/Мазарґан, Марокко | Сенегал    | 4 – 1                 | Кот-д'Івуар | Марокко             | 7 – 2                 | Нігерія             |
| 2015 деталі | Роче Кайман, Сейшели          | Мадагаскар | 1 – 1 дч (2 – 1) пен. | Сенегал     | Нігерія             | 9 – 1                 | Кот-д'Івуар         |
| 2016 деталі | Лагос, Нігерія                | Сенегал    | 8–4                   | Нігерія     | Єгипет              | 4–1                   | Марокко             |

## Результати країн
| Команда     | Кількість титулів    | Кількість других місць | Кількість третіх місць | Кількість четвертих місць |
| ----------- | -------------------- | ---------------------- | ---------------------- | ------------------------- |
| Сенегал     | 3 (2008, 2011, 2013) | 2 (2007, 2015)         | 1 (2009)               | -                         |
| Нігерія     | 2 (2007, 2009)       | 3 (2006, 2011)         | 1 (2015)               | 1 (2013)                  |
| Камерун     | 1 (2006)             | 1 (2008)               | -                      | -                         |
| Мадагаскар  | 1 (2015)             | -                      | -                      | 1 (2011)                  |
| Кот-д'Івуар | -                    | 2 (2009, 2013)         | 2 (2007, 2008)         | 2 (2006, 2015)            |
| Єгипет      | -                    | -                      | 2 (2006, 2011)         | 2 (2008, 2009)            |
| Марокко     | -                    | -                      | 1 (2013)               | -                         |
| ПАР         | -                    | -                      | -                      | 1 (2007)                  |